# Sloup Nejsvětější Trojice (Česká Lípa)
Sloup Nejsvětější Trojice, který stojí náměstí T. G. Masaryka před budovou radnice v České Lípě ve stejnojmenném okrese v Libereckém kraji, je zapsaný jako kulturní památka v Ústředním seznamu nemovitých kulturních památek České republiky. Barokní morový sloup patří mezi nejvýznamnější sochařské památky na Českolipsku a je součástí městské památkové zóny Česká Lípa, vyhlášené 10. září 1992.

## Historie

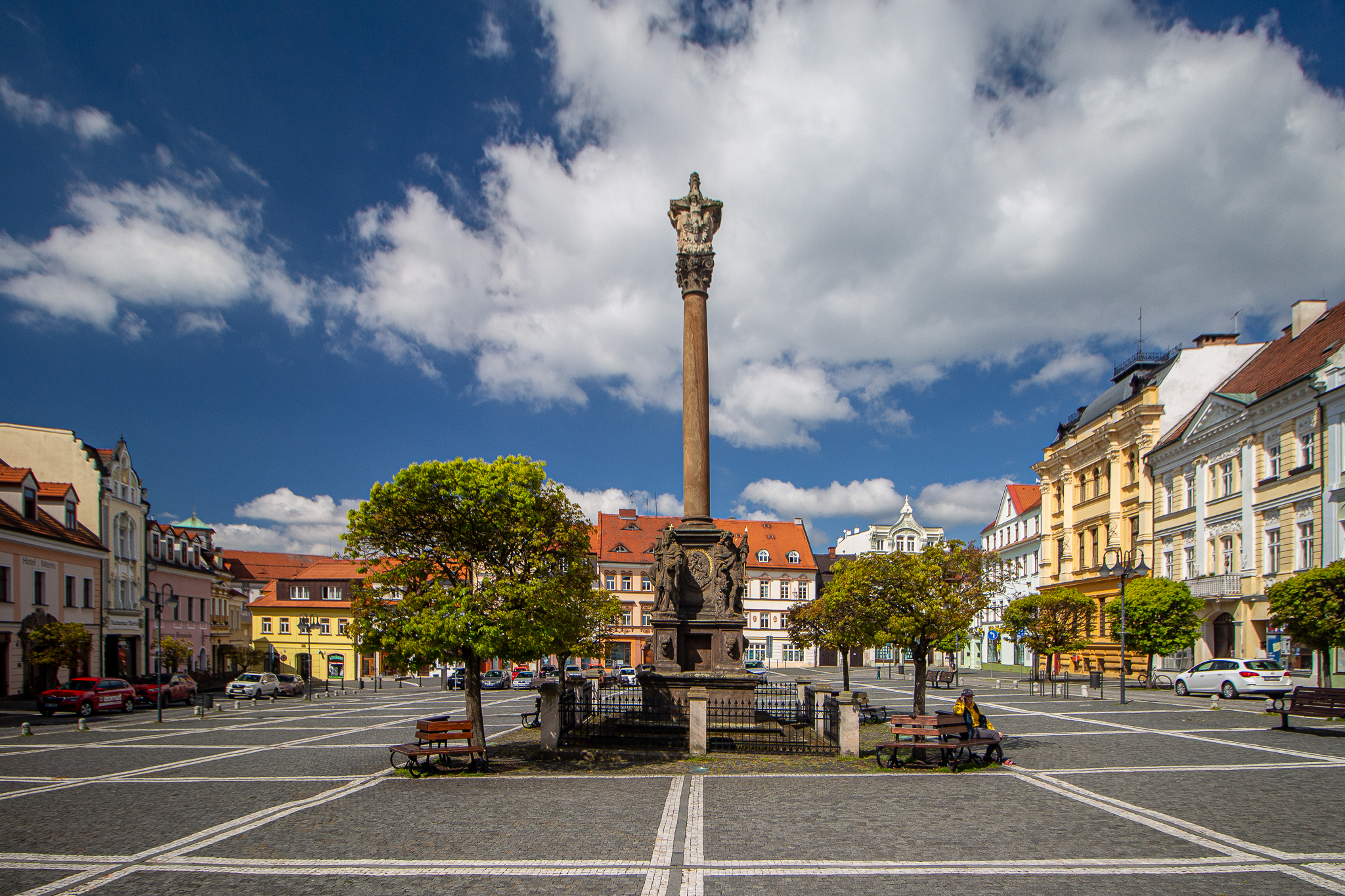
Náměstí a sloup

Morový sloup Nejsvětější Trojice byl postaven na českolipském náměstí na paměť morové epidemie, která předtím silně postihla město. Během epidemie, která trvala sedm měsíců a skončila v listopadu 1680 (traduje se, že se tak stalo 21. listopadu 1680), na mor zemřelo 520 lidí, což byla více než pětina tehdejších obyvatel České Lípy. Datum vztyčení morového sloupu není v jednotlivých zdrojích uváděno jednotně – zatímco například v původním evidenčním listu památky je zapsán rok 1681, památkový katalog NPÚ, na jehož stránkách se původní evidenční doklad nachází, zmiňuje v úvodním popisu rok 1689. V dalších zdrojích se jako datum výstavby uvádějí roky 1681–1682, případně 1683. Autorem morového sloupu byl sochař Johann Christian Ulrich ze Žitavy, mezi jehož díla v okrese Česká Lípa patří například také mariánský sloup ve Cvikově z roku 1697.
O sto let později, v roce 1780, byly kolem sloupu na pilířích umístěny sochy svatého Václava, svatého Floriána, svatého Jana Nepomuckého a svatého Vojtěcha. V roce 1836 bylo kolem morového sloupu postaveno zábradlí. Toto zábradlí tvořilo devět žulových pilířků, propojených litinovou mříží, která byla vyrobena v knížecích fürstenberských železárnách ve středních Čechách. Zábradlí bylo odstraněno při předláždění náměstí v roce 1965, o půlstoletí později, v roce  2014, byla kolem sloupu postavena jeho replika.
V průběhu staletí byl sloup vícekrát opravován – jako první se uvádí rok 1720, potom 1919. Jelikož sloup byl průběžně poškozován povětrnostními podmínkami i občasnými útoky vandalů, následovaly další opravy ve 20. století i na počátku 21. století (2004, 2014). Během rekonstrukce byla na vrchol sloupu umístěna kopie původní hlavice se sousoším Nejsvětější Trojice.

## Popis
Sloup stojí v historickém centru České Lípy na náměstí T. G. Masaryka v jeho východní části blíže k městské radnici. V západní polovině náměstí se od roku 1837 nachází empírová kašna. Řada domů, obklopujících náměstí, je památkově chráněna a je součástí městské památkové zóny. Původní českolipský rynek byl mnohem rozlehlejší a jeho součástí byla i plocha nynějšího Škroupova náměstí. Tomuto rynku, zvanému jednoduše Markt či Marktplatz, dominoval gotický farní kostel svatého Petra a Pavla, jehož pozůstatky byly zbořeny a odstraněny  v roce 1820 po dalším z velkých požárů města.
Sloup je obrácený čelem k radnici, tj. směrem na východ, a je obklopený čtveřicí stromů. Podnož sloupu tvoří tři schodišťové stupně, které vyrovnávají sklon terénu. Na vrcholu sloupu s korintskou hlavicí je umístěno oboustranné sousoší Nejsvětější Trojice v podobě tzv. Trůnu milosti (německy Gnadenstuhl). Nejvyšší je figura Boha Otce s tiárou na hlavě, který drží v rozpažených pažích břevno kříže, na němž je přibit Ježíš Kristus. V dolní části sousoší před tělem Krista je umístěna holubice, symbolizující Ducha svatého.
Centrální část podstavce sloupu tvoří větší hranolovitý útvar, v jehož rozích jsou čtyři předstupující pilíře se sochami světců, dekorované andělskými hlavičkami. Po stranách středového pilíře jsou umístěny reliéfy Panny Marie Pomocné a ochránců proti moru –  svatého Šebestiána, svatého Rocha a svaté Rozálie. Postavy světců, obklopující dolní část sloupu, jsou vyobrazeny s tradičními atributy. Svatý Václav je oděn do knížecího pláště, opírá se o žerď s praporcem a u levého boku má štít s orlicí. Svatý Florián má podobu římského vojáka s knírkem, který ze džberu s vodou polévá hořící dům u svých nohou. Svatý Jan Nepomucký má tradiční svatozář s pěticí hvězd a svatý Vojtěch je vyobrazen jako biskup s mitrou na hlavě, jehož atributem je pádlo, které přidržuje levou rukou a pravou ruku má zdviženou k žehnání.

## Galerie

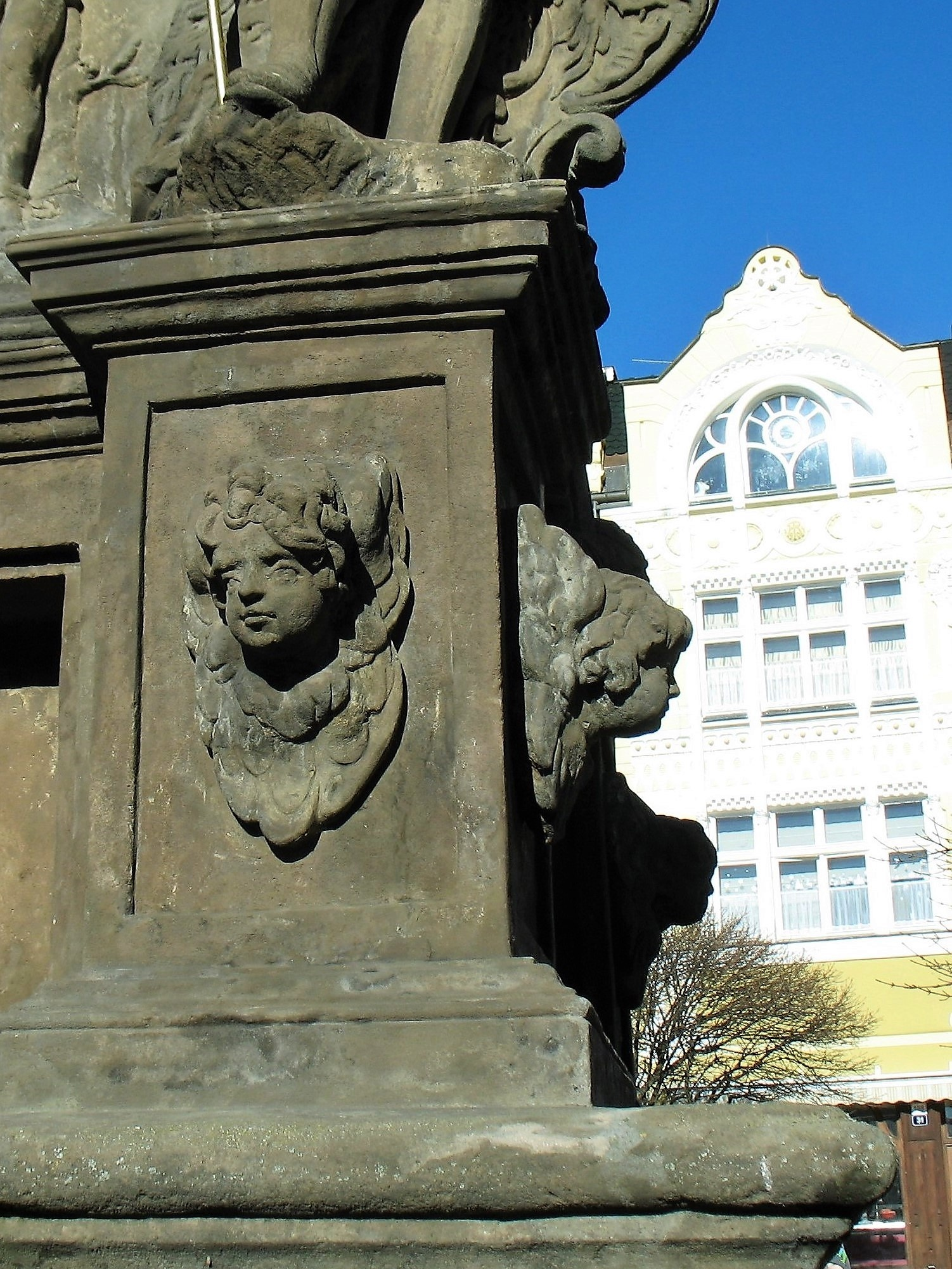
Hlavy andílků na podstavci
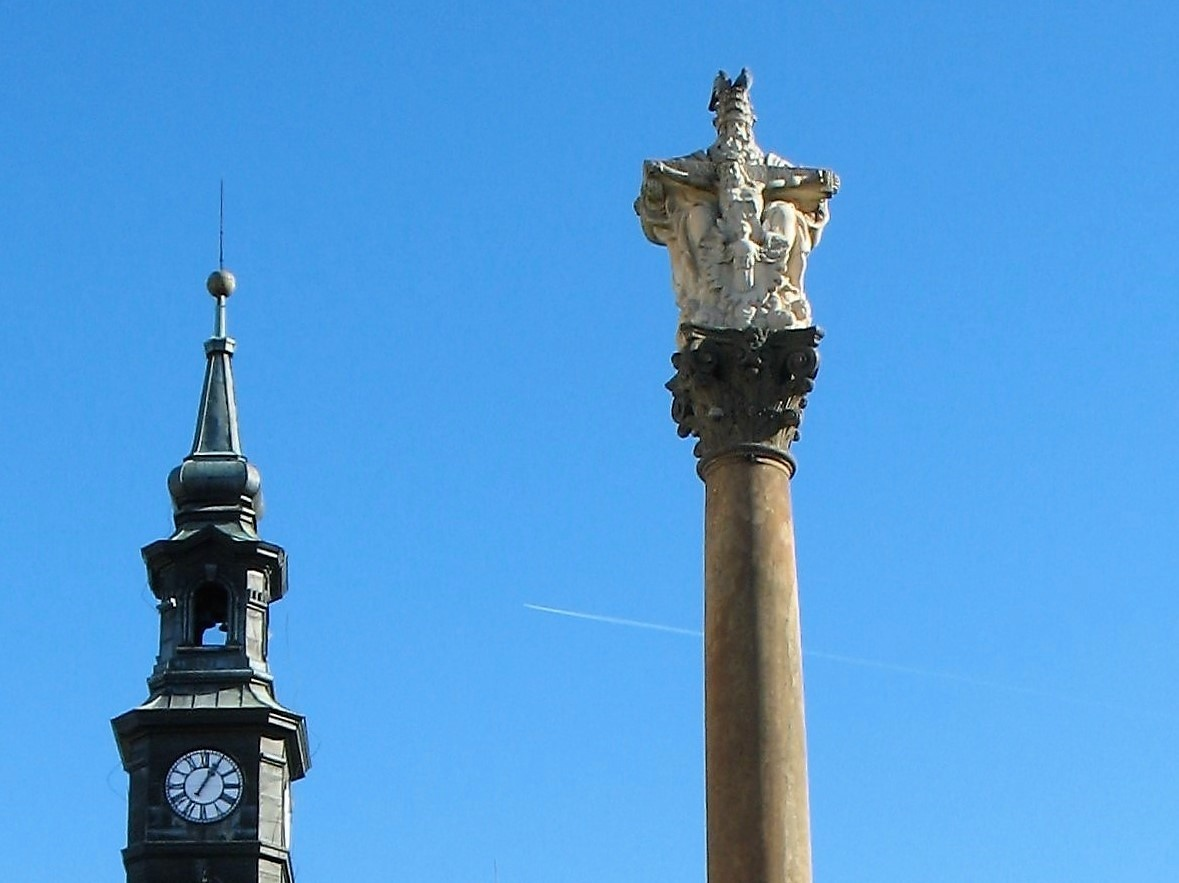
Detail hlavice sloupu s Nejsvětější Trojicí
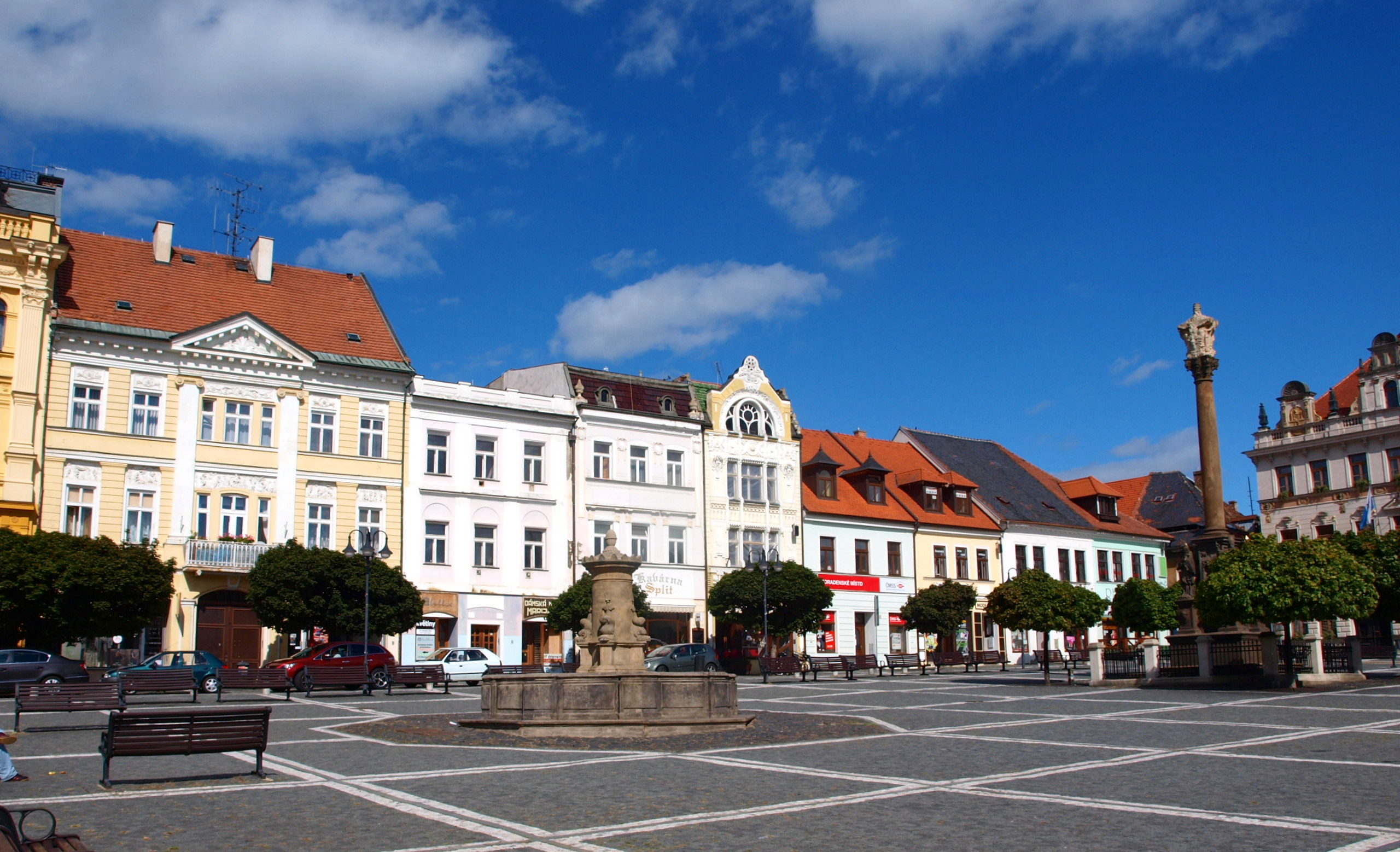
Náměstí s kašnou a morovým sloupem
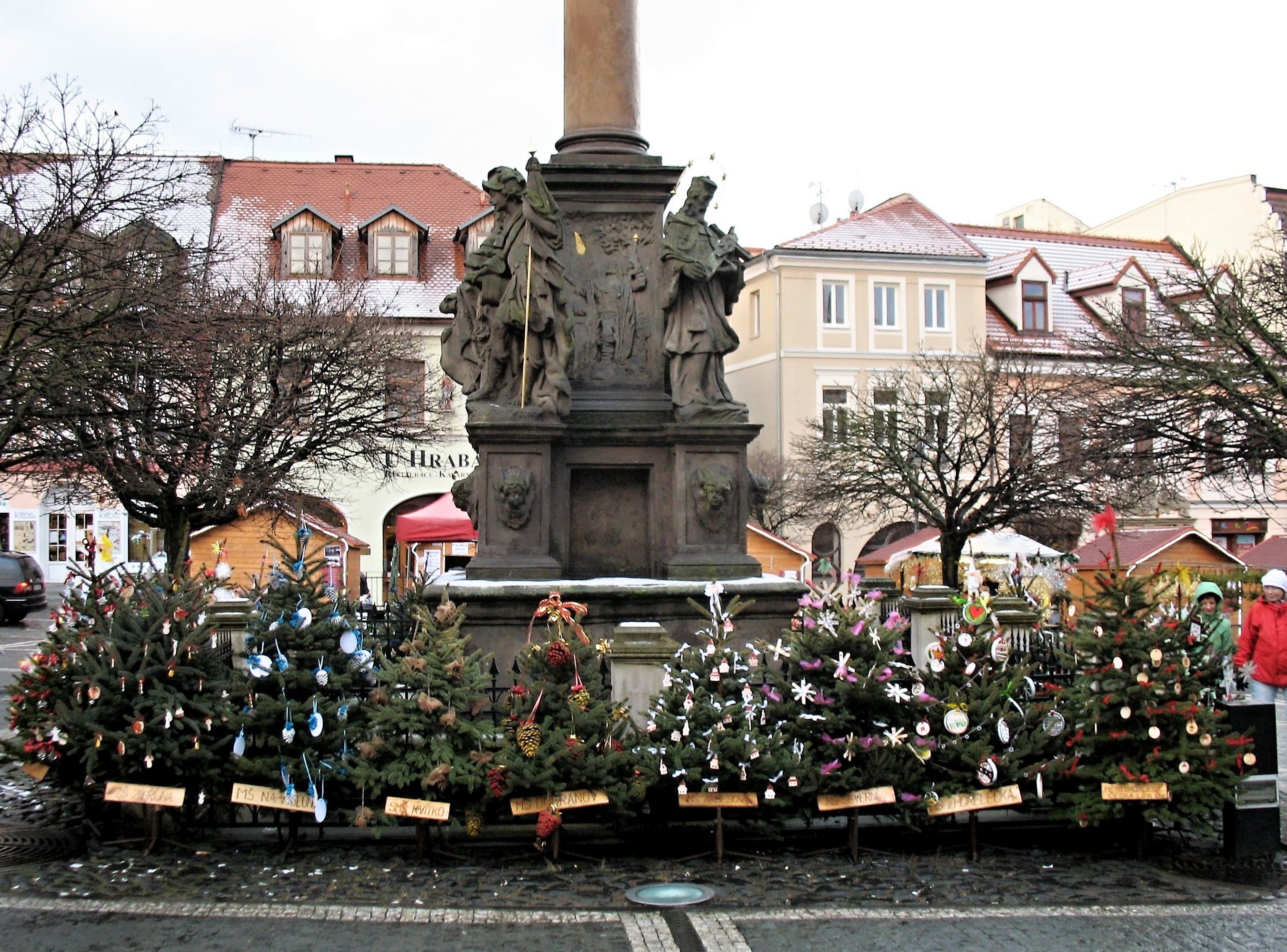
Každoroční vánoční výzdoba kolem sloupu
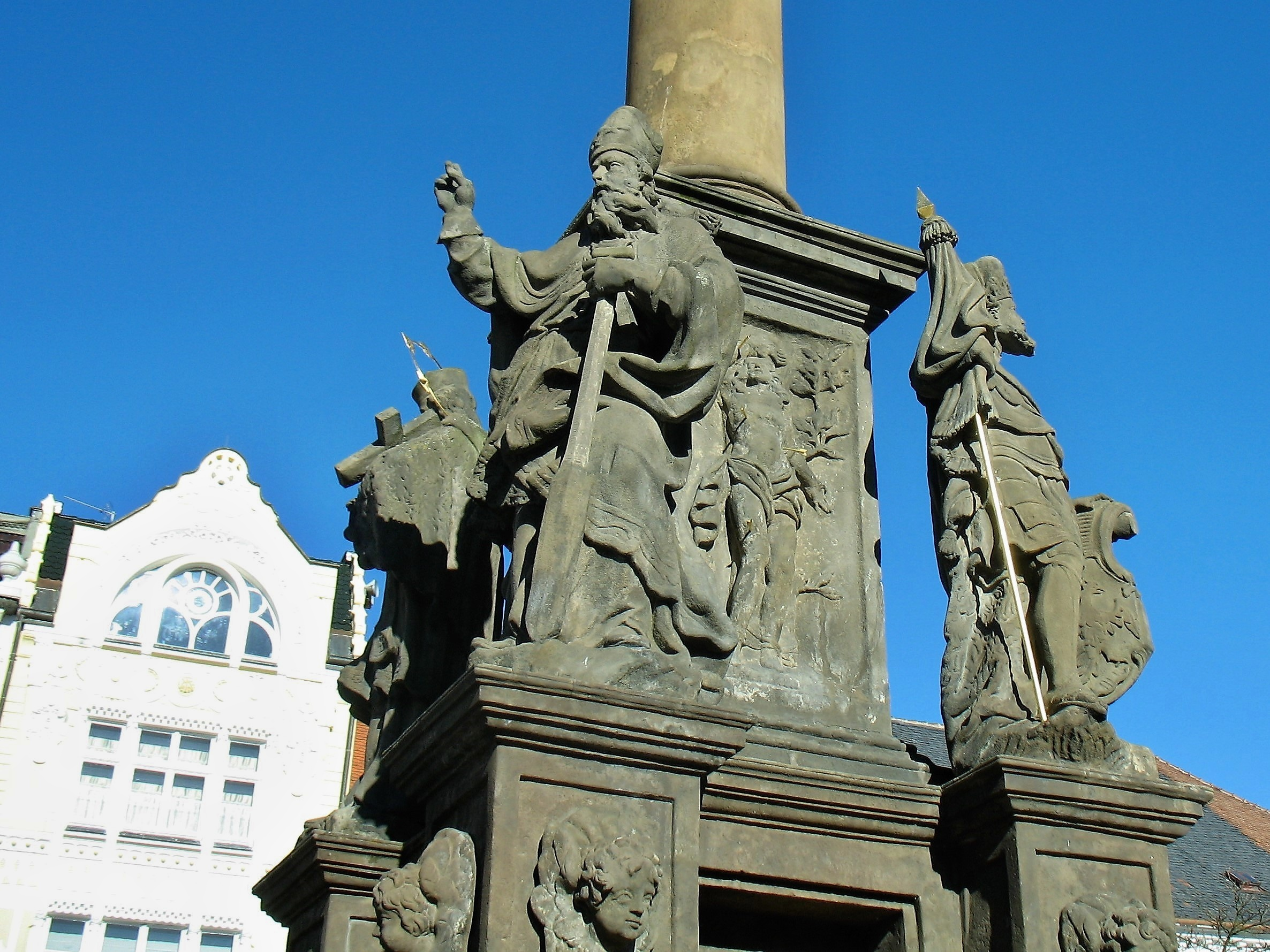
Sochy světců (sv. Vojtěch a sv. Václav)
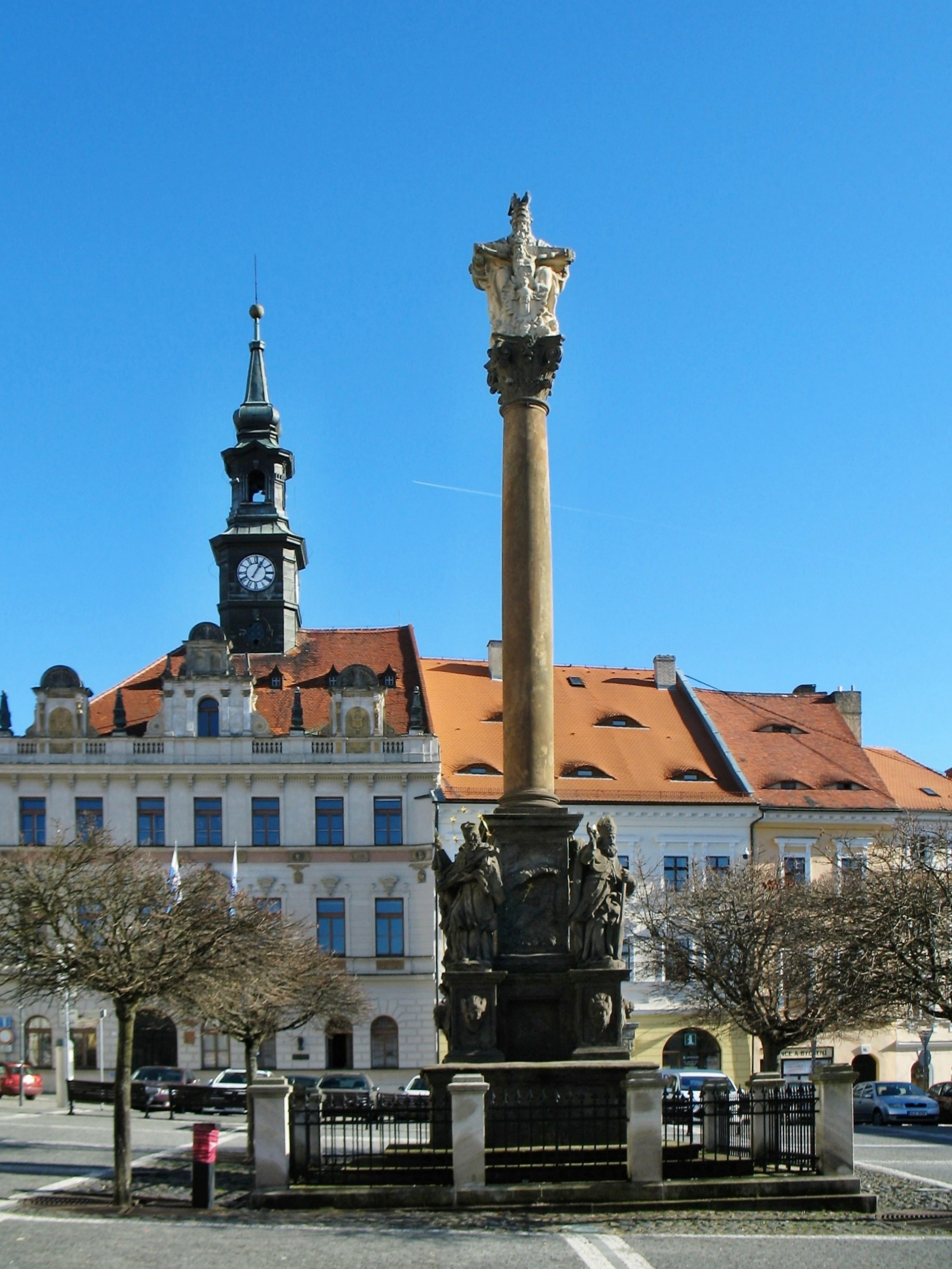
Pohled od západu směrem k radnici